# Aisha Tyler
Aisha Tyler (ur. 18 września 1970 w San Francisco) – amerykańska aktorka, komediantka i autorka, znana z roli Andrei Marino w pierwszym sezonie Zaklinacza dusz. Obecnie jest współprowadzącą program telewizyjny The Talk.

## Życie prywatne
Jej rodzice rozwiedli się gdy miała 10 lat, została wychowana przez ojca. Studiowała w Dartmouth College, gdzie zdobyła tytuł w polityce środowiskowej. W tym okresie Tyler założyła grupę acapella. Po ukończeniu studiów podjęła pracę w agencji reklamowej, którą szybko porzuciła na rzecz swojej kariery artystycznej. W 1992 wyszła za mąż.

## Kariera
W 2001 została jedną z prowadzących w programie Talk Soup na kanale E! Network. Niedługo po tym napisała, wyreżyserowała i zagrała we własnej produkcji The Whipper. Zaczęła regularnie pojawiać się w serialach telewizyjnych, takich jak Przyjaciele oraz Bez skazy. W 2011 została współprowadzącą programu The Talk. Tyler wciąż kontynuuje swoją pracę w tych dziedzinach. Zagrała w ponad 50 filmach i serialach, m.in. CSI: Kryminalne zagadki Las Vegas, Hawaii 5.0, czy Zabójcze umysły.
Od 2013 prowadzi program Whose Line Is It Anyway?